# エレオノーレ・ツー・ゾルムス＝ホーエンゾルムス＝リッヒ
エレオノーレ・ツー・ゾルムス＝ホーエンゾルムス＝リッヒ（ドイツ語: Eleonore zu Solms-Hohensolms-Lich, 1871年9月17日 - 1937年11月16日）は、最後のヘッセン大公エルンスト・ルートヴィヒの2番目の妃。愛称はオノール(Onor)。

## 生涯
エレオノーレはゾルムス＝ホーエンゾルムス＝リッヒ侯ヘルマンとその妻でシュトルベルク＝ヴェルニゲローデ伯爵家出身のアグネスの間の次女として生まれた。全名はエレオノーレ・エルネスティーネ・マリー（Eleonore Ernestine Marie）。
1905年2月2日、ヘッセン大公エルンスト・ルートヴィヒと結婚した。エルンスト・ルートヴィヒは1901年にイギリス王女・ザクセン＝コーブルク＝ゴータ公女ヴィクトリア・メリタと離婚しており、エレオノーレとの結婚は再婚だった。二人の結婚を記念して、ダルムシュタットの市民たちは建築家ヨゼフ・マリア・オルブリッヒの設計になる結婚記念塔（Hochzeitsturm）を建て、大公夫妻への贈り物とした。

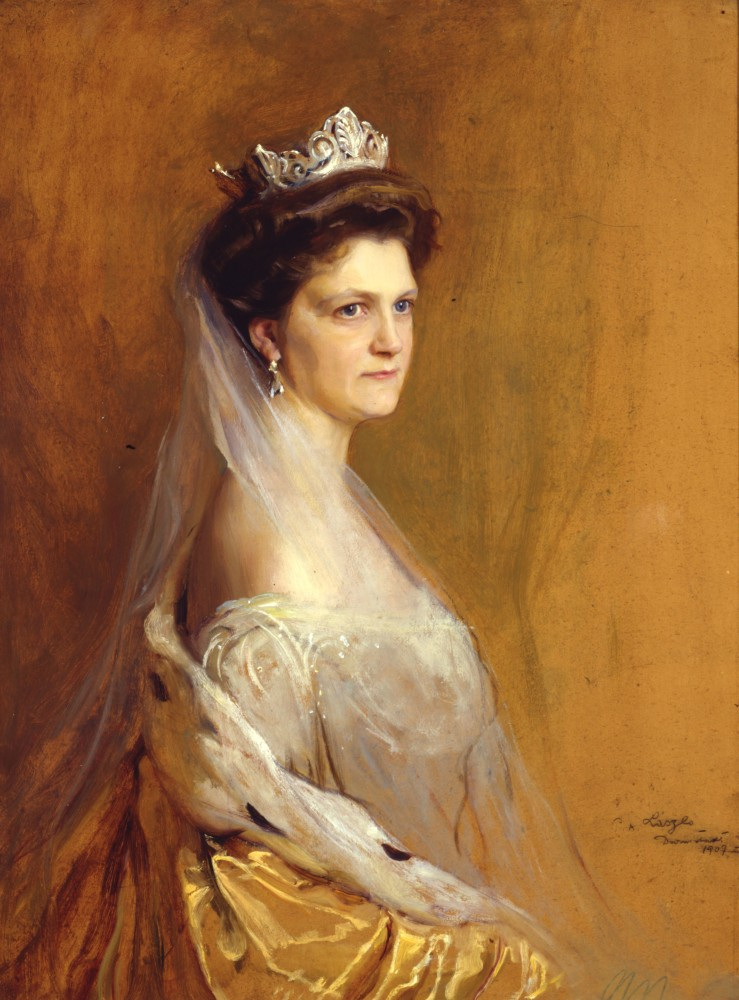
ヘッセン大公妃エレオノーレ、フィリップ・ド・ラースロー画

第1次世界大戦中、エレオノーレは前線に出征して不在の夫に代わり摂政として国務を遂行し、また病院列車に同乗してしばしば前線を視察した。ヴォルムスにあるエレオノーレ・ギムナジウムは1906年10月の落成式にエレオノーレが出席したことを記念し、大公妃の名前を校名としている。1918年11月のドイツ革命の結果、ドイツの君主制は廃止され、エレオノーレもヘッセン大公妃の地位を失った。

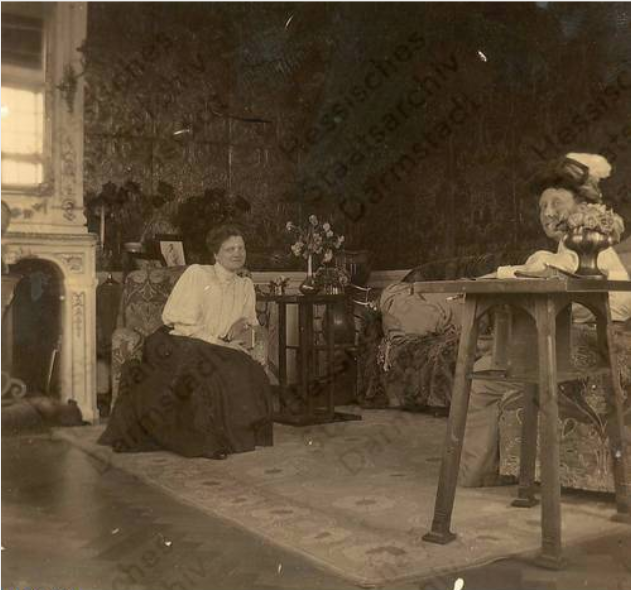
1909年、エレオノーレと義姉ヴィクトリア

1937年10月6日に夫エルンスト・ルートヴィヒを亡くして間もなく、エレオノーレは長男のゲオルク・ドナトゥス、その妻セシリアおよび二人の孫ルートヴィヒ、アレクサンダーとともに悲劇的な形でその後を追うことになった。1937年11月16日、元ヘッセン大公一家はエレオノーレの次男ルートヴィヒの結婚式に出席するためロンドンに向かっていたが、一家の乗った飛行機はベルギー領オーステンデ郊外のステーンに墜落し、乗客乗員は全員死亡したのである。一家5人の遺骸は一週間後の11月23日、ダルムシュタットのローゼンヘーエ公園の、エルンスト・ルートヴィヒの墓の隣に埋葬された。

## 子女
夫エルンスト・ルートヴィヒとの間に2人の息子をもうけた。
- ゲオルク・ドナトゥス（1906年 - 1937年）
- ルートヴィヒ（1908年 - 1968年）

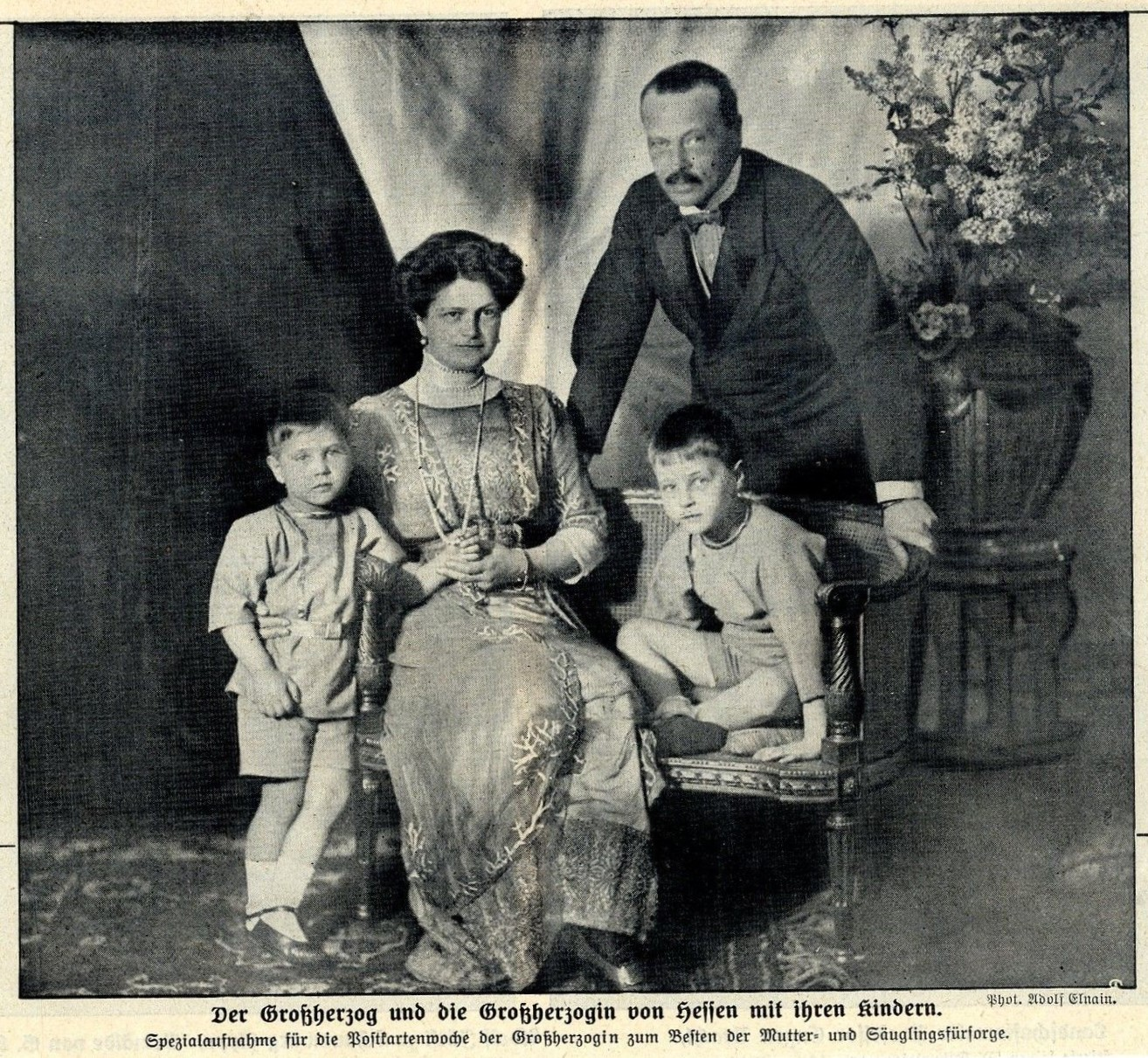
ヘッセン大公家、1912年
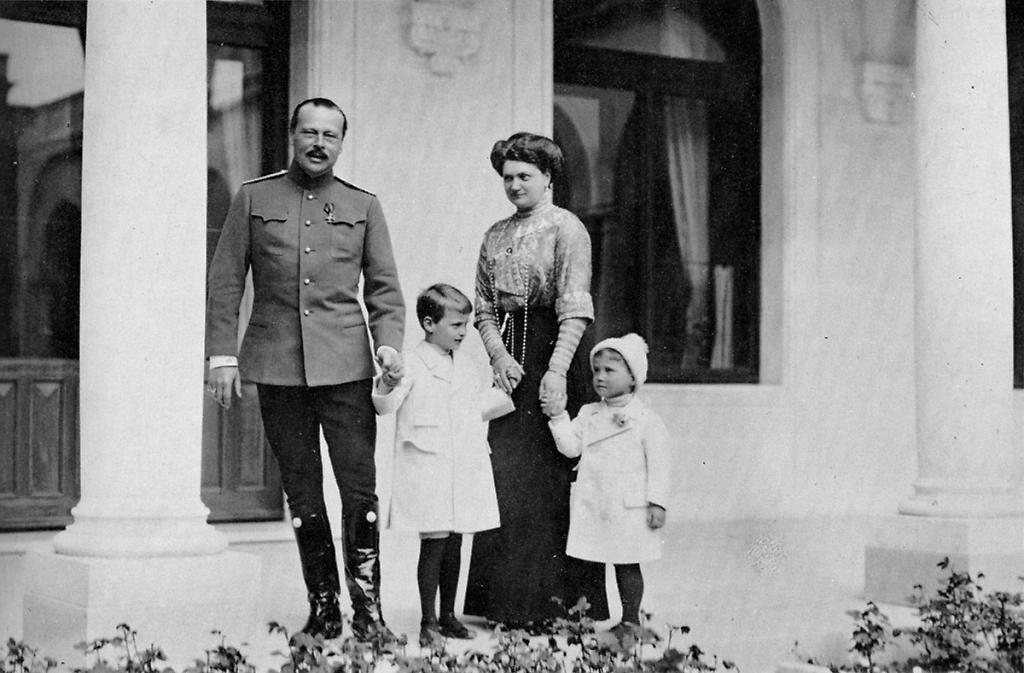
エルンスト・ルートヴィヒ、エレオノーレと子どもたち